# クリス・スネリング
クリストファー・ドイル・スネリング（Christopher Doyle Snelling、1981年12月3日 - ）は、アメリカ合衆国フロリダ州マイアミ出身のプロ野球選手（外野手）。左投左打。

## 経歴
1999年3月2日にシアトル・マリナーズと契約を結んだ。
2002年5月25日にメジャーデビューを果たす。
2006年オフにワシントン・ナショナルズへ移籍する。
2007年5月2日にライアン・ランガーハンズとのトレードでオークランド・アスレチックスへ移籍する。10月25日にウェイバーでタンパベイ・デビルレイズ(現タンパベイ・レイズ)へ移籍する。11月20日に金銭トレードでフィラデルフィア・フィリーズへ移籍した。
2009年3月に開催された第2回WBCのオーストラリア代表に選ばれた。また、3月14日にサンディエゴ・パドレスとマイナー契約を結んだ。6月10日、ピッツバーグ・パイレーツへトレードされる。
2013年3月に開催された第3回WBCのオーストラリア代表に選出され、2大会連続2度目の選出を果たした。

## 詳細情報

### 代表歴
- 2009 ワールド・ベースボール・クラシック・オーストラリア代表
- 2013 ワールド・ベースボール・クラシック・オーストラリア代表